# Seleção Finlandesa de Futebol
A Seleção Finlandesa de Futebol representa a Finlândia em competições de futebol da Federação Internacional de Futebol. Nunca participou de Copas do Mundo e conseguiu a classificação para a Euro 2020 pela primeira vez em sua história.

## Desempenho em Copa do Mundo
A Finlândia nunca foi classificada para a fase final de qualquer Copa do Mundo até 2018.
- 1930 e 1934 - não disputou
- 1938 - não se classificou
- 1950 - desclassificada durante classificação
- 1954 a 2018 - não se classificou

## Desempenho em competições

### Copas do Mundo
| Ano   | Fase               | Posição            | J                  | V                  | E                  | D                  | GP                 | GC                 |
| ----- | ------------------ | ------------------ | ------------------ | ------------------ | ------------------ | ------------------ | ------------------ | ------------------ |
| 1930  | Não participou     | Não participou     | Não participou     | Não participou     | Não participou     | Não participou     | Não participou     | Não participou     |
| 1934  | Não participou     | Não participou     | Não participou     | Não participou     | Não participou     | Não participou     | Não participou     | Não participou     |
| 1938  | Não classificou-se | Não classificou-se | Não classificou-se | Não classificou-se | Não classificou-se | Não classificou-se | Não classificou-se | Não classificou-se |
| 1950  | Não classificou-se | Não classificou-se | Não classificou-se | Não classificou-se | Não classificou-se | Não classificou-se | Não classificou-se | Não classificou-se |
| 1954  | Não classificou-se | Não classificou-se | Não classificou-se | Não classificou-se | Não classificou-se | Não classificou-se | Não classificou-se | Não classificou-se |
| 1958  | Não classificou-se | Não classificou-se | Não classificou-se | Não classificou-se | Não classificou-se | Não classificou-se | Não classificou-se | Não classificou-se |
| 1962  | Não classificou-se | Não classificou-se | Não classificou-se | Não classificou-se | Não classificou-se | Não classificou-se | Não classificou-se | Não classificou-se |
| 1966  | Não classificou-se | Não classificou-se | Não classificou-se | Não classificou-se | Não classificou-se | Não classificou-se | Não classificou-se | Não classificou-se |
| 1970  | Não classificou-se | Não classificou-se | Não classificou-se | Não classificou-se | Não classificou-se | Não classificou-se | Não classificou-se | Não classificou-se |
| 1974  | Não classificou-se | Não classificou-se | Não classificou-se | Não classificou-se | Não classificou-se | Não classificou-se | Não classificou-se | Não classificou-se |
| 1978  | Não classificou-se | Não classificou-se | Não classificou-se | Não classificou-se | Não classificou-se | Não classificou-se | Não classificou-se | Não classificou-se |
| 1982  | Não classificou-se | Não classificou-se | Não classificou-se | Não classificou-se | Não classificou-se | Não classificou-se | Não classificou-se | Não classificou-se |
| 1986  | Não classificou-se | Não classificou-se | Não classificou-se | Não classificou-se | Não classificou-se | Não classificou-se | Não classificou-se | Não classificou-se |
| 1990  | Não classificou-se | Não classificou-se | Não classificou-se | Não classificou-se | Não classificou-se | Não classificou-se | Não classificou-se | Não classificou-se |
| 1994  | Não classificou-se | Não classificou-se | Não classificou-se | Não classificou-se | Não classificou-se | Não classificou-se | Não classificou-se | Não classificou-se |
| 1998  | Não classificou-se | Não classificou-se | Não classificou-se | Não classificou-se | Não classificou-se | Não classificou-se | Não classificou-se | Não classificou-se |
| 2002  | Não classificou-se | Não classificou-se | Não classificou-se | Não classificou-se | Não classificou-se | Não classificou-se | Não classificou-se | Não classificou-se |
| 2006  | Não classificou-se | Não classificou-se | Não classificou-se | Não classificou-se | Não classificou-se | Não classificou-se | Não classificou-se | Não classificou-se |
| 2010  | Não classificou-se | Não classificou-se | Não classificou-se | Não classificou-se | Não classificou-se | Não classificou-se | Não classificou-se | Não classificou-se |
| 2014  | Não classificou-se | Não classificou-se | Não classificou-se | Não classificou-se | Não classificou-se | Não classificou-se | Não classificou-se | Não classificou-se |
| 2018  | Não classificou-se | Não classificou-se | Não classificou-se | Não classificou-se | Não classificou-se | Não classificou-se | Não classificou-se | Não classificou-se |
| 2022  | Não classificou-se | Não classificou-se | Não classificou-se | Não classificou-se | Não classificou-se | Não classificou-se | Não classificou-se | Não classificou-se |
| 2026  | A definir          | A definir          | A definir          | A definir          | A definir          | A definir          | A definir          | A definir          |
| Total | 0/22               | 0 títulos          | 0                  | 0                  | 0                  | 0                  | 0                  | 0                  |

### Eurocopas
| Ano   | Fase               | Posição            | J                  | V                  | E                  | D                  | GP                 | GC                 |
| ----- | ------------------ | ------------------ | ------------------ | ------------------ | ------------------ | ------------------ | ------------------ | ------------------ |
| 1960  | Não participou     | Não participou     | Não participou     | Não participou     | Não participou     | Não participou     | Não participou     | Não participou     |
| 1964  | Não participou     | Não participou     | Não participou     | Não participou     | Não participou     | Não participou     | Não participou     | Não participou     |
| 1968  | Não classificou-se | Não classificou-se | Não classificou-se | Não classificou-se | Não classificou-se | Não classificou-se | Não classificou-se | Não classificou-se |
| 1972  | Não classificou-se | Não classificou-se | Não classificou-se | Não classificou-se | Não classificou-se | Não classificou-se | Não classificou-se | Não classificou-se |
| 1976  | Não classificou-se | Não classificou-se | Não classificou-se | Não classificou-se | Não classificou-se | Não classificou-se | Não classificou-se | Não classificou-se |
| 1980  | Não classificou-se | Não classificou-se | Não classificou-se | Não classificou-se | Não classificou-se | Não classificou-se | Não classificou-se | Não classificou-se |
| 1984  | Não classificou-se | Não classificou-se | Não classificou-se | Não classificou-se | Não classificou-se | Não classificou-se | Não classificou-se | Não classificou-se |
| 1988  | Não classificou-se | Não classificou-se | Não classificou-se | Não classificou-se | Não classificou-se | Não classificou-se | Não classificou-se | Não classificou-se |
| 1992  | Não classificou-se | Não classificou-se | Não classificou-se | Não classificou-se | Não classificou-se | Não classificou-se | Não classificou-se | Não classificou-se |
| 1996  | Não classificou-se | Não classificou-se | Não classificou-se | Não classificou-se | Não classificou-se | Não classificou-se | Não classificou-se | Não classificou-se |
| 2000  | Não classificou-se | Não classificou-se | Não classificou-se | Não classificou-se | Não classificou-se | Não classificou-se | Não classificou-se | Não classificou-se |
| 2004  | Não classificou-se | Não classificou-se | Não classificou-se | Não classificou-se | Não classificou-se | Não classificou-se | Não classificou-se | Não classificou-se |
| 2008  | Não classificou-se | Não classificou-se | Não classificou-se | Não classificou-se | Não classificou-se | Não classificou-se | Não classificou-se | Não classificou-se |
| 2012  | Não classificou-se | Não classificou-se | Não classificou-se | Não classificou-se | Não classificou-se | Não classificou-se | Não classificou-se | Não classificou-se |
| 2016  | Não classificou-se | Não classificou-se | Não classificou-se | Não classificou-se | Não classificou-se | Não classificou-se | Não classificou-se | Não classificou-se |
| 2021  | Primeira fase      | 17/24              | 3                  | 1                  | 0                  | 2                  | 1                  | 3                  |
| 2024  | Não classificou-se | Não classificou-se | Não classificou-se | Não classificou-se | Não classificou-se | Não classificou-se | Não classificou-se | Não classificou-se |
| Total | 1/16               | 0 títulos          | 3                  | 1                  | 0                  | 2                  | 1                  | 3                  |

## Uniformes

### 1º Uniforme
| 1995 | 2006-2007 | 2008-2009 | 2010 | 2010 (segundo) | 2014-2015 | 2016 | 2016-2017 |

| 2018 | 2020 |

### 2º Uniforme
| 2008-2009 | 2010 | 2010 (segundo) | 2014-2015 | 2016 | 2016-2017 | 2018 | 2020 |

### Fornecedor esportivo
| Marca  | Período   |
| ------ | --------- |
| Adidas | 1979–2014 |
| Nike   | 2014–     |